# Yeom Hyo-Seob
Yeom Hyo-Seob es un deportista surcoreano que compitió en taekwondo. Ganó una medalla de oro en el Campeonato Mundial de Taekwondo de 2009, en la categoría de –63 kg.

## Palmarés internacional
| Campeonato Mundial | Campeonato Mundial     | Campeonato Mundial | Campeonato Mundial |
| Año                | Lugar                  | Medalla            | Categoría          |
| ------------------ | ---------------------- | ------------------ | ------------------ |
| 2009               | Copenhague (Dinamarca) | Medalla de oro     | –63 kg             |